# California Dreamin'
〈California Dreamin'〉(한국어: 캘리포니아 드리밍)은 존 필립스와 미셸 필립스가 작사·작곡했으며, 처음 부른 사람은 배리 맥과이어지만 루 애들러가 프로듀싱한 1965년 발표된 마마스 앤 파파스의 노래로 더 유명하다. 노래 가사는 뉴욕 시의 추운 겨울 동안 로스앤젤레스의 따스함을 그리워하는 화자의 그리움을 표현한다.
이 노래는 캘리포니아 사운드(영문)의 상징이 되었으며 초기 반문화(영문) 시대의 도착과 같았다.
2004년, 《롤링 스톤》지는 〈California Dreamin'〉을 롤링 스톤 역사상 가장 위대한 노래 500곡에서 89위로 선정했다.

## 인증
| 국가                                                            | 인증     | 판매량/출하량 |
| --------------------------------------------------------------- | -------- | ------------- |
| 영국 (BPI)                                                      | 플래티넘 | 600,000       |
| 미국 (RIAA)                                                     | 골드     | 1,000,000^    |
| ^출하량을 기반으로 한 인증 · 판매량+스트리밍을 기반으로 한 인증 |          |               |

## 가사
| All the leaves are brown and the sky is gray I've been for a walk on a winter's day I'd be safe and warm if I was in L.A. California dreamin' on such a winter's day Stopped in to a church I passed along the way Well I got down on my knees and I pretend to pray You know the preacher liked the cold He knows I'm gonna stay California dreamin' on such a winter's day All the leaves are brown and the sky is gray I've been for a walk on a winter's day If I didn't tell him I could leave today California dreamin' on such a winter's day California dreamin' on such a winter's day California dreamin' on such a winter's day | 모든 잎들은 갈색입니다 그리고 하늘은 회색이고 나는 산책을 했습니다 나는 겨울날에 안전하고 따뜻할 것입니다 내가 L.A에 있었다면. 캘리포니아의 꿈 그런 겨울날에 교회에 들렀습니다 저는 길을 지나갔습니다. 저는 무릎을 꿇었습니다 기도하는 척하죠 목사님이 추위를 좋아하셨다는 걸 알잖아요 그는 내가 캘리포니아에 머물 꿈을 꾸는 것을 알고 있습니다 그런 겨울날 모든 잎들은 갈색입니다 그리고 하늘은 회색입니다. 저는 겨울날에 산책을 다녀왔습니다 내가 그에게 말하지 않았다면 오늘 떠날 수 있었을 것입니다 캘리포니아는 이런 겨울날 꿈을 꾸고 있습니다 캘리포니아는 이런 겨울날 꿈을 꾸고 있습니다 |